# Freeport (Illinois)
Freeport je grad u američkoj saveznoj državi Ilinois. Prema popisu stanovništva iz 2010. u njemu je živjelo 25.638 stanovnika.